# 민해경 대표곡모음
민해경 대표곡모음은 대한민국의 가수 민해경의 1983년 발매한 첫 번째 베스트 앨범이다. 박건호가 프로듀서로 참여한 앨범이며, 활동곡은 그대는 나그네이다.

## 앨범의 특징
민해경의 지구 전속 1집 이고, 타이틀곡 그대는 나그네가 1983년 L.A 가요제에서 그랑프리 및 최우수가창상 수상을 기념하여, 이 앨범을 내놓게 되었다. 그대는 나그네는 원래 민해경 2집의 그 언제 오려나와 같은 곡이고, 이후 전영록이 한 차례 "만남에서 헤어짐까지"로 리메이크를 하였다. 이 앨범의 초판은 지구레코드에서 출반되었다, 이 앨범도 A버전과 B버전 두가지이다. A버전엔 슬픈약속(경음악)이 수록되었으며, B버전에는 아! 대한민국이 수록되어 있다.
작사 : 박건호 / 작곡, 편곡 : 이범희

## A 버전 리스트
| #   | 제목                       | 작사   | 작곡                        | 편곡 | 재생 시간 |
| --- | -------------------------- | ------ | --------------------------- | ---- | --------- |
| 1.  | 〈그대는 나그네〉          | 박건호 | 이범희                      | 3:36 |           |
| 2.  | 〈슬픈 약속(경음악)〉      | 박건호 | 이범희                      | 3:42 |           |
| 3.  | 〈누구의 노래일까〉        | 박건호 | 이범희                      | 4:08 |           |
| 4.  | 〈말하지 마세요〉          | 박건호 | 이범희                      | 2:51 |           |
| 5.  | 〈슬픈 영화는 싫어요〉     | 이정화 | 외국곡 (보니엠의 SAD MOVIE) | 3:02 |           |
| 6.  | 〈민요 접속곡〉            |        |                             | 4:18 |           |
| 7.  | 〈어느 소녀의 사랑이야기〉 | 박건호 | 이범희                      | 3:30 |           |
| 8.  | 〈그대가 있기에〉          | 박건호 | 이범희                      | 3:07 |           |
| 9.  | 〈목마른 소녀〉            | 최인호 | 이현섭                      | 3:56 |           |
| 10. | 〈날으리라〉               | 이범희 | 이범희                      | 3:11 |           |
| 11. | 〈사랑의 절정〉            | 박건호 | 외국곡 (SHOODY의 ECSTASY)   | 4:08 |           |
| 12. | 〈떠나버린 그대〉          | 정광우 | 외국곡                      | 3:07 |           |

## B 버전 리스트
| #   | 제목                                   | 작사   | 작곡                        | 편곡 | 재생 시간 |
| --- | -------------------------------------- | ------ | --------------------------- | ---- | --------- |
| 1.  | 〈그대는 나그네〉                      | 박건호 | 이범희                      | 3:36 |           |
| 2.  | 〈아! 대한민국 (민해경, 김현준 노래)〉 | 박건호 | 김재일                      | 3:38 |           |
| 3.  | 〈누구의 노래일까〉                    | 박건호 | 이범희                      | 4:08 |           |
| 4.  | 〈말하지 마세요〉                      | 박건호 | 이범희                      | 2:51 |           |
| 5.  | 〈슬픈 영화는 싫어요〉                 | 이정화 | 외국곡 (보니엠의 SAD MOVIE) | 3:02 |           |
| 6.  | 〈민요 접속곡〉                        |        |                             | 4:18 |           |
| 7.  | 〈어느 소녀의 사랑이야기〉             | 박건호 | 이범희                      | 3:30 |           |
| 8.  | 〈그대를 만날때〉                      | 박건호 | 이범희                      | 3:07 |           |
| 9.  | 〈목마른 소녀〉                        | 최인호 | 이현섭                      | 3:56 |           |
| 10. | 〈날으리라〉                           | 이형탁 | 이범희                      | 3:11 |           |
| 11. | 〈사랑의 절정〉                        | 박건호 | 외국곡 (SHOODY의 ECSTASY)   | 4:08 |           |
| 12. | 〈떠나버린 그대〉                      | 박경애 | 외국곡                      | 3:07 |           |

## 같이 보기
- 민해경 디스코그래피